# Борщевая (Печенежский район)
Борщева́я (укр. Борщова) — село, 
Борщовский сельский совет,
Печенежский район,
Харьковская область.
Код КОАТУУ — 6324681001. Население по переписи 2001 года составляет 232 (106/126 м/ж) человека.
Является административным центром Борщовского сельского совета, в который, кроме того, входят сёла
Анновка,
Гарашковка,
Гусловка и
Першотравневое.

## Географическое положение
Село Борщевая находится между реками Хотомля и Гнилица (3 км).
По селу протекает пересыхающий ручей с запрудами.
На расстоянии до 2,5 км расположены сёла Анновка и Гусловка.

## История
- 1672 — дата основания.

## Объекты социальной сферы
- Фельдшерско-акушерский пункт.